# Римантадин
Римантадин (іноді Ремантадин) — синтетичний противірусний препарат з групи блокаторів М2-каналів для перорального застосування. Уперше римантадин синтезовали у 1963 році у США у лабораторії компанії Du Pont & Co.. Спочатку ефективність римантадину при грипі показали у дослідженнях на тваринах у 1965 році, та пізніше у клінічних дослідженнях у 1968 році, у тому числі під час епідемії грипу серед ув'язнених у Форт-Медісоні у 1969 році. У Радянському Союзі розробили оригінальну методику синтезу римантадину групою під керівництвом Яніса Поліса та Ілзе Грава у Ризькому інституті органічного синтезу.

## Історія
Римантадин був відкритий у 1963 році і запатентований у 1965 році в США Вільямом В. Прічардом у Du Pont & Co., Вілмінгтон, штат Делавер (патент на нову хімічну сполуку, патент США 3,352,912, 1965 та на перший метод синтез, патент США 3,592,934, 1967). Методи Прічарда синтезу римантадину з відповідного оксиму кетону базувалися на його відновленні алюмогідридом літію.

## Фармакологічні властивості
Римантадин — синтетичний противірусний препарат, що є похідним адамантану. Механізм дії препарату полягає у блокуванні іонних М2-каналів вірусів, що порушує їхню здатність проникати у клітини та вивільняти у клітинах вірусний геном. До римантадину чутливі лише віруси грипу типу А, а також арбовіруси, які є збудниками кліщового енцефаліту, до вірусів грипу типу В має лише антитоксичну дію. Інші віруси нечутливі до препарату. На сьогодні ВООЗ не вважає похідні адамантану ефективними препаратами для лікування грипу.

### Фармакодинаміка
Римантадин добре всмоктується у травній системі, біодоступність препарату близько 100 %. Препарат добре зв'язується з білками плазми крові. Максимальна концентрація римантадину у плазмі крові досягається протягом 5,5 годин. Римантадин створює високі концентрації у більшості тканин та рідин організму. Найвищі концентрації препарату спостерігаються у слині, сльозній рідині, слизові носових ходів. Ремантадин проникає через гематоенцефалічний бар'єр. Препарат проникає через плацентарний бар'єр та виділяється в грудне молоко. Метаболізується римантадин в печінці у вигляді неактивних метаболітів. Період напіввиведення препарату складає 24—36 годин, при нирковій недостатності та тяжких порушеннях функції печінки цей час може збільшуватися.

## Показання до застосування
Римантадин застосовується для профілактики та лікування грипу, спричиненого вірусом типу А у дорослих та дітей віком від 10 років, лікування грипу А на ранній стадії захворювання дітей віком від 1 року та профілактики кліщового енцефаліту вірусної етіології у дорослих.

## Побічна дія
При застосуванні римантадину нечасто можуть спостерігатися наступні побічні ефекти:
- Алергічні реакції — висипання на шкірі, свербіж шкіри, кропив'янка, бронхоспазм.
- З боку травної системи — нудота, блювання, сухість у роті, біль у животі, діарея, втрата апетиту.
- З боку нервової системи — головний біль, запаморочення, тремор, атаксія, гіперкінез, судоми, безсоння, підвищена стомлюваність, сонливість, порушення концентрації уваги, сплутаність свідомості, збудження, неспокій, депресія, ейфорія, галюцинації, порушення смаку, шум у вухах, втрата свідомості.
- З боку дихальної системи — задишка, кашель.
- З боку серцево-судинної системи — артеріальна гіпертензія, серцева недостатність, набряки, порушення провідності серця (блокади), тахікардія; у пацієнтів літнього віку з артеріальною гіпертензією — підвищення ризику розвитку геморагічного інсульту.
- Інші побічні ефекти — галакторея, блідість шкірних покривів, загострення хронічних захворювань.

Більшість побічних ефектів римантадину є короткотривалими та проходять після закінчення прийому препарату.

## Протипокази
Римантадин протипоказаний при підвищеній чутливості до препаратів групи адамантану, гострих захворюваннях печінки, гострих та хронічних захворюваннях нирок, тиреотоксикозі. Препарат не застосовується при вагітності. Під час застосування римантадину рекомендовано припинити годування грудьми. Препарат не рекомендований дітям до 1 року. З обережністю римантадин застосовують при епілепсії та церебральному атеросклерозі. З обережністю застосовують препарат при тяжких захворюваннях серця та порушеннях серцевого ритму.

## Взаємодія з іншими ліками
Відомо, що прийом парацетамолу (ацетамінофен, тайленол) або ацетилсаліцилової кислоти (аспірину) одночасно з прийомом римантадину знижує поглинання римантадину організмом приблизно на 12 %.
Циметидин також впливає на поглинання організмом ремантадину.
Прийом антихолігенних препаратів з амантадином може посилити основні судомні розлади та загострити застійну серцеву недостатність.

## Форми випуску
Римантадин випускається у вигляді таблеток по 0,05, 0,1 та 0,139 г та сиропу для прийому всередину по 100 мл 0,2 % розчину і по 57, 227 та 454 мл 1 % розчину.

## Синоніми
Flumadine, alpha-Methyladamantanemethylamine, Rimantadina, Rimantadine, Rimantadinum, Ремавір